# Joaquim Torra i Pla
 Joaquim Torra i Pla, beter bekend met zijn verkorte naam Quim Torra (Blanes, 28 december 1962) is een Catalaans advocaat, schrijver en uitgever. Vanaf 17 mei 2018 tot en met 28 september 2020 was hij de 131e president van de Generalitat van Catalonië.
De eerste twintig jaar van zijn beroepsleven werkt hij als jurist in de privé-sector, waarvan twee jaar voor een multinationale verzekeringsmaatschappij in Zwitserland. Daarna wijdt hij zich aan het schrijven. In 2008 richt hij de uitgeverij A Contra Vent Editors op, die in zijn nog korte bestaan al een vijftigtal boeken uitgegeven heeft. Ze is gespecialiseerd in de heruitgave van de literaire en journalistieke productie uit de tijd van de Tweede Spaanse Republiek (1931-1939) en uit de periode van de ballingschap tijdens de franquistische dictatuur (1939-1975).
Hij was in 2015 lid van de raad van beheer van Òmnium Cultural. In 2011 wordt hij een van de mede-oprichters en lid van de permanente raad van de Assemblea Nacional Catalana die ijvert voor de onafhankelijkheid van Catalonië. In 2012 wordt hij benoemd tot directeur van het toekomstige cultureel centrum Mercat del Born in Barcelona.
In januari 2018 treedt Torra toe als lid van het Catalaanse parlement, dat hem op 14 mei 2018 verkiest tot president van de Generalidad van Catalonië.
28 september 2020 werd Torra door het Spaanse Hooggerechtshof afgezet
, waarna op 30 september Pere Aragonès hem als interim-president opvolgt. Hij mocht voor een periode van anderhalf jaar geen publieke functie uitoefenen, omdat hij de aanwijzingen van de kiesraad had genegeerd. Concreet ging het om een spandoek van zijn partij voor de vrijlating van veroordeelde Catalaanse politici, dat op verkiezingsdag aan een regeringsgebouw hing. Torra had geweigerd het weg te halen en daarmee de neutraliteit van de overheid op verkiezingsdag geschonden.

## Werken
- Girona encisa (2005), met Ramon Creus[8]
- Ganivetades Suïsses (2007)
- Periodisme? Permetin! La vida i els articles d'Eugeni Xammar (2008), biografie van Eugeni Xammar
- El Bibliobús de la Llibertat (2008), samen met Miquel Joseph i Mayol en Jaume Ciurana.
- El Nadal que no vam tornar a casa (2009)[9]
- Viatge involuntari a la Catalunya impossible (2010)
- Honorables. Cartes a la pàtria perduda (2011).

## Erkenning
- Premi Carles Rahola d'assaigs (2009) voor  Viatge involuntari a la Catalunya impossible

- Biblioteca Nacional de España: XX4743892
- Bibliothèque nationale de France: cb16581820k (data)
- Catàleg d'autoritats de noms i títols de Catalunya: 981058523635106706
- Gemeinsame Normdatei: 1057688223
- International Standard Name Identifier: 0000 0001 1684 3334
- Library of Congress Control Number: no2010042989
- Système universitaire de documentation: 144791994
- Virtual International Authority File: 90654091
- WorldCat: E39PBJf8tfhBWQcm7Kv474qxXd